# Olympische Sommerspiele 2004/Teilnehmer (Liechtenstein)
| Gelbes Symbol für Goldmedaillen mit stilisierten Olympischen Ringen | Graues Symbol für Silbermedaillen mit stilisierten Olympischen Ringen | Braundes Symbol für Bronzemedaillen mit stilisierten Olympischen Ringen |
| ------------------------------------------------------------------- | --------------------------------------------------------------------- | ----------------------------------------------------------------------- |
| —                                                                   | —                                                                     | —                                                                       |

Liechtenstein nahm an den Olympischen Sommerspielen 2004 in der griechischen Hauptstadt Athen mit einem Athleten teil.
Seit 1936 war es die vierzehnte Teilnahme eines liechtensteinischen Teams bei Olympischen Sommerspielen.

## Flaggenträger
Der Sportschütze Oliver Geissmann trug die Flagge Liechtensteins während der Eröffnungsfeier im Olympiastadion.

## Teilnehmer nach Sportarten

### Schiessen
Herren
- Oliver Geissmann

- 10 m Luftgewehr